# 余希周
余希周（1536年—？），字思兼，號見斋，浙江杭州府仁和縣人，民籍，明朝政治人物。

## 生平
嘉靖三十七年（1558年）戊午科浙江鄉試第三十一名舉人。嘉靖四十四年（1565年）中式乙丑科會試第一百六十四名，三甲第十五名進士。工部观政，本年六月授庐州府推官，隆慶二年（1568年）六月升刑部主事，三年闰六月改山东道御史，万历二年（1574年）九月復除湖广道，巡按真定，四年正月升湖广副使，七年三月升江西参政，十一年二月以馳驿违例降江西佥事，丁忧。十五年十月復除河南，十六年五月升副使，闰六月仍復参政職銜。

## 家族
曾祖余琮；祖父余昌寧；父余金，训导封御史；母衛氏，封孺人。弟希光、希忠、希孝。